# Stefan Della Rovere
Stefan Gabriel Della Rovere (* 25. Februar 1990 in Richmond Hill, Ontario) ist ein deutsch-kanadischer Eishockeyspieler, der zuletzt bei den Heilbronner Falken  in der DEL2 unter Vertrag stand.

## Karriere
Stefan Della Rovere wuchs in Maple, einer Vorstadt nordwestlich von Toronto, auf. Er besuchte die katholische High School St. Joan of Arc in Maple und spielte als Junior in der Greater Toronto Hockey League für die Vaughan Rangers, Toronto Marlboros und Toronto Junior Canadiens.
Della Rovere wurde 2006 während der OHL Priority Selection von den Barrie Colts aus der Ontario Hockey League (OHL) in der ersten Runde an insgesamt 16. Stelle ausgewählt. In seinem Rookiejahr erzielte er in 48 Spielen sieben Tore und gewann bei den Canada Winter Games 2007 mit dem Team Ontario die Goldmedaille. Nachdem sich Della Rovere auf 13 Tore und 32 Punkte in der Saison 2007/08 verbessert hatte, wurde er von den Washington Capitals aus der National Hockey League in der siebten Runde des NHL Entry Draft 2008 ausgewählt.
Nach einer herausragenden Saison 2008/09 mit den Colts, während der er bei der U20-Junioren-Weltmeisterschaft die Goldmedaille gewonnen hatte, unterschrieb er gegen Ende der Saison einen NHL-Einstiegsvertrag bei den Capitals. Anschließend gab er sein Profidebüt beim ECHL-Farmteam der Capitals, den South Carolina Stingrays. Für die Saison 2009/10 kehrte Della Rovere zu den Barrie Colts zurück, wo er zum Mannschaftskapitän ernannt wurde. Zudem nahm er erneut an der U20-Junioren-Weltmeisterschaft teil, die er mit dem Gewinn der Silbermedaille abschloss. Darüber hinaus bestritt der Angreifer gegen Ende der Spielzeit zwei Partien für die Hershey Bears – ebenfalls ein Farmteam der Capitals – in den Playoffs der American Hockey League (AHL), in denen das Team wenig später den Calder Cup gewann.
Im Anschluss an die Saison 2009/10 wurden seine NHL-Rechte im Tausch gegen D. J. King an die St. Louis Blues abgegeben. Die Blues setzten ihn zunächst bei den Peoria Rivermen in der AHL ein. Della Rovere wurde am 1. Dezember 2010 von den Blues in den NHL-Kader berufen und gab noch am gleichen Abend sein Debüt in der NHL gegen die Washington Capitals. Insgesamt wurde er sieben Mal in der NHL eingesetzt, blieb aber ohne Scorerpunkt. Daher verbrachte er die folgenden drei Jahre ausschließlich bei den Rivermen in der AHL. Am 28. September 2014 verpflichteten die Toronto Marlies, ebenfalls aus der American Hockey League, Della Rovere. Nachdem er am Trainingslager der Marlies teilgenommen hatte, wurde er für die Saison 2014/15 an das Farmteam, die Orlando Solar Bears, ausgeliehen. Er wurde dort zum Mannschaftskapitän ernannt und erzielte in 59 Spielen 26 Punkte.
Am 30. August 2015 unterzeichnete Della Rovere einen Einjahresvertrag beim HC Valpellice aus der italienischen Serie A. Zu Beginn der Saison 2016/17 spielte er für den HC Fassa in der Alps Hockey League, ehe er im Februar 2017 zum Braehead Clan aus der britischen Elite Ice Hockey League (EIHL) wechselte. Am 21. Juli 2017 unterschrieb Della Rovere einen Vertrag bei den Kassel Huskies aus der DEL2 und erhielt im Oktober 2017 die deutsche Staatsbürgerschaft. In Kassel erfüllte er die Erwartungen nicht vollständig und kehrte daher ein Jahr später nach Großbritannien zurück, um für die Sheffield Steelers in der EIHL zu spielen. Im Januar 2019 kehrte er in die DEL2 zurück, als er von den Dresdner Eislöwen verpflichtet wurde. Mit den Eislöwen erreichte er über die Pre-Play-offs und das Viertelfinale das Play-off-Halbfinale. In insgesamt 28 DEL2-Spielen für den Dresdner Klub erzielte Della Rovere 22 Scorerpunkte. Nach Ende der Saison 2018/19 verließ er Dresden und wurde von den Heilbronner Falken verpflichtet. Mit den Falken stieg er 2023 in die Oberliga ab und verließ den Klub anschließend.

## Erfolge und Auszeichnungen
| - 2010 Teilnahme am OHL All-Star Game - 2010 Calder-Cup-Gewinn mit den Hershey Bears - 2015 Teilnahme am ECHL All-Star Game | - 2016 Gewinn der Coppa Italia mit dem HC Valpellice - 2017 Gardiner-Conference-Champion mit den Braehead Clan |

### International
- 2009 Goldmedaille bei der U20-Junioren-Weltmeisterschaft
- 2010 Silbermedaille bei der U20-Junioren-Weltmeisterschaft

## Karrierestatistik
Stand: Januar 2019

### International
Vertrat Kanada bei:
- U20-Junioren-Weltmeisterschaft 2009
- U20-Junioren-Weltmeisterschaft 2010

(Legende zur Spielerstatistik: Sp oder GP = absolvierte Spiele; T oder G = erzielte Tore; V oder A = erzielte Assists; Pkt oder Pts = erzielte Scorerpunkte; SM oder PIM = erhaltene Strafminuten; +/− = Plus/Minus-Bilanz; PP = erzielte Überzahltore; SH = erzielte Unterzahltore; GW = erzielte Siegtore; 1 Play-downs/Relegation; Kursiv: Statistik nicht vollständig)